# Jørgen Skjelvik
Jørgen Skjelvik (Bærum, 5 juli 1991) is een Noors professioneel voetballer die doorgaans speelt als centrale verdediger. In juli 2024 verruilde hij Apollon Limassol voor Stabæk. Skjelvik maakte in 2013 zijn debuut in het Noors voetbalelftal.

## Clubcarrière
Na een jeugdopleiding bij Hosle IL kwam Skjelvik in de opleiding van Stabæk terecht. Bij die club werd hij in 2009 overgeheveld naar het eerste elftal, waarvoor hij zijn competitiedebuut maakte op 16 mei 2009, toen met 4–1 gewonnen werd van Sandefjord Fotball. In 2011 maakte de verdediger de overstap naar het Zweedse Helsingborg, dat hem huurde van Stabæk. Hij speelde hier slechts drie wedstrijden, maar kwam wel tot één doelpunt. Het seizoen erop werd hij overgenomen door het eveneens Zweedse Kalmar FF, waar hij voor drie jaar tekende. Hij zou uiteindelijk dertig duels uitkomen voor Kalmar en opnieuw scoorde hij eenmaal.
In juli 2013 keerde hij terug naar zijn vaderland, waar hij voor vierenhalf jaar tekende bij topclub Rosenborg BK. Na afloop van deze verbintenis maakte Skjelvik de overstap naar LA Galaxy. Voor het kalenderjaar 2020 stapte Skjelvik op huurbasis over naar Odense BK. Na dat jaar werd hij definitief overgenomen door de Deense club. Skjelvik tekende in juni 2023 een contract bij Apollon Limassol voor een jaar met een optie voor een seizoen extra. Een jaar later keerde hij terug bij Stabæk.

## Interlandcarrière
Skjelvik speelde in 2010 vijf wedstrijden voor Noorwegen –21, maar hij miste het Europees kampioenschap onder 21 in 2013 door een blessure. Hij debuteerde in het Noors voetbalelftal op 15 november 2013. Op die dag werd een vriendschappelijke wedstrijd tegen Denemarken met 2–1 verloren. De verdediger mocht van bondscoach Per-Mathias Høgmo in de tweede helft invallen voor Tom Høgli. De andere debutant in dit duel was Mats Møller Dæhli (Molde FK).
| Interlands van Jørgen Skjelvik voor Noorwegen | Interlands van Jørgen Skjelvik voor Noorwegen | Interlands van Jørgen Skjelvik voor Noorwegen | Interlands van Jørgen Skjelvik voor Noorwegen | Interlands van Jørgen Skjelvik voor Noorwegen | Interlands van Jørgen Skjelvik voor Noorwegen | Interlands van Jørgen Skjelvik voor Noorwegen |
| №                                             | Datum                                         | Wedstrijd                                     | Uitslag                                       | Competitie                                    | Goals                                         |                                               |
| Als speler bij Rosenborg BK                   | Als speler bij Rosenborg BK                   | Als speler bij Rosenborg BK                   | Als speler bij Rosenborg BK                   | Als speler bij Rosenborg BK                   | Als speler bij Rosenborg BK                   | Als speler bij Rosenborg BK                   |
| --------------------------------------------- | --------------------------------------------- | --------------------------------------------- | --------------------------------------------- | --------------------------------------------- | --------------------------------------------- | --------------------------------------------- |
| 1                                             | 15 november 2013                              | Denemarken – Noorwegen                        | 2 – 1                                         | Vriendschappelijk                             |                                               |                                               |
| 2                                             | 15 januari 2014                               | Moldavië – Noorwegen                          | 1 – 2                                         | Vriendschappelijk                             |                                               |                                               |
| 3                                             | 31 augustus 2016                              | Noorwegen – Wit-Rusland                       | 0 – 1                                         | Vriendschappelijk                             |                                               |                                               |
| 4                                             | 26 maart 2017                                 | Noord-Ierland – Noorwegen                     | 2 – 0                                         | WK 2018 kwalificatie                          |                                               |                                               |
| 5                                             | 1 september 2017                              | Noorwegen – Azerbeidzjan                      | 2 – 0                                         | WK 2018 kwalificatie                          |                                               |                                               |
| 6                                             | 4 september 2017                              | Duitsland – Noorwegen                         | 6 – 0                                         | WK 2018 kwalificatie                          |                                               |                                               |
| 7                                             | 14 november 2017                              | Slowakije – Noorwegen                         | 1 – 0                                         | Vriendschappelijk                             |                                               |                                               |
| Als speler bij Odense BK                      |                                               |                                               |                                               |                                               |                                               |                                               |
| 8                                             | 18 november 2020                              | Oostenrijk – Noorwegen                        | 1 – 1                                         | Nations League 2020/21                        |                                               |                                               |

Bijgewerkt op 23 juli 2024.

## Erelijst
| Competitie    | Aantal | Jaren            |        |        |
| Stabæk        | Stabæk | Stabæk           | Stabæk | Stabæk |
| ------------- | ------ | ---------------- | ------ | ------ |
| Supercup      | 1      | 2009             |        |        |
| Helsingborg   |        |                  |        |        |
| Allsvenskan   | 1      | 2011             |        |        |
| Svenska Cupen | 1      | 2011             |        |        |
| Rosenborg BK  |        |                  |        |        |
| Tippeligaen   | 3      | 2015, 2016, 2017 |        |        |
| NM Cupen      | 2      | 2015, 2016       |        |        |
| Supercup      | 1      | 2017             |        |        |